# Abdij van Gorze
De Abdij van Gorze is een voormalige abdij in de plaats Gorze in het departement Moselle in het noordoosten van Frankrijk. Het klooster werd in 749 gesticht door Chrodegang van Metz en speelde in de 10e en 11e eeuw een leidende rol bij de kloosterhervormingen.

## Geschiedenis

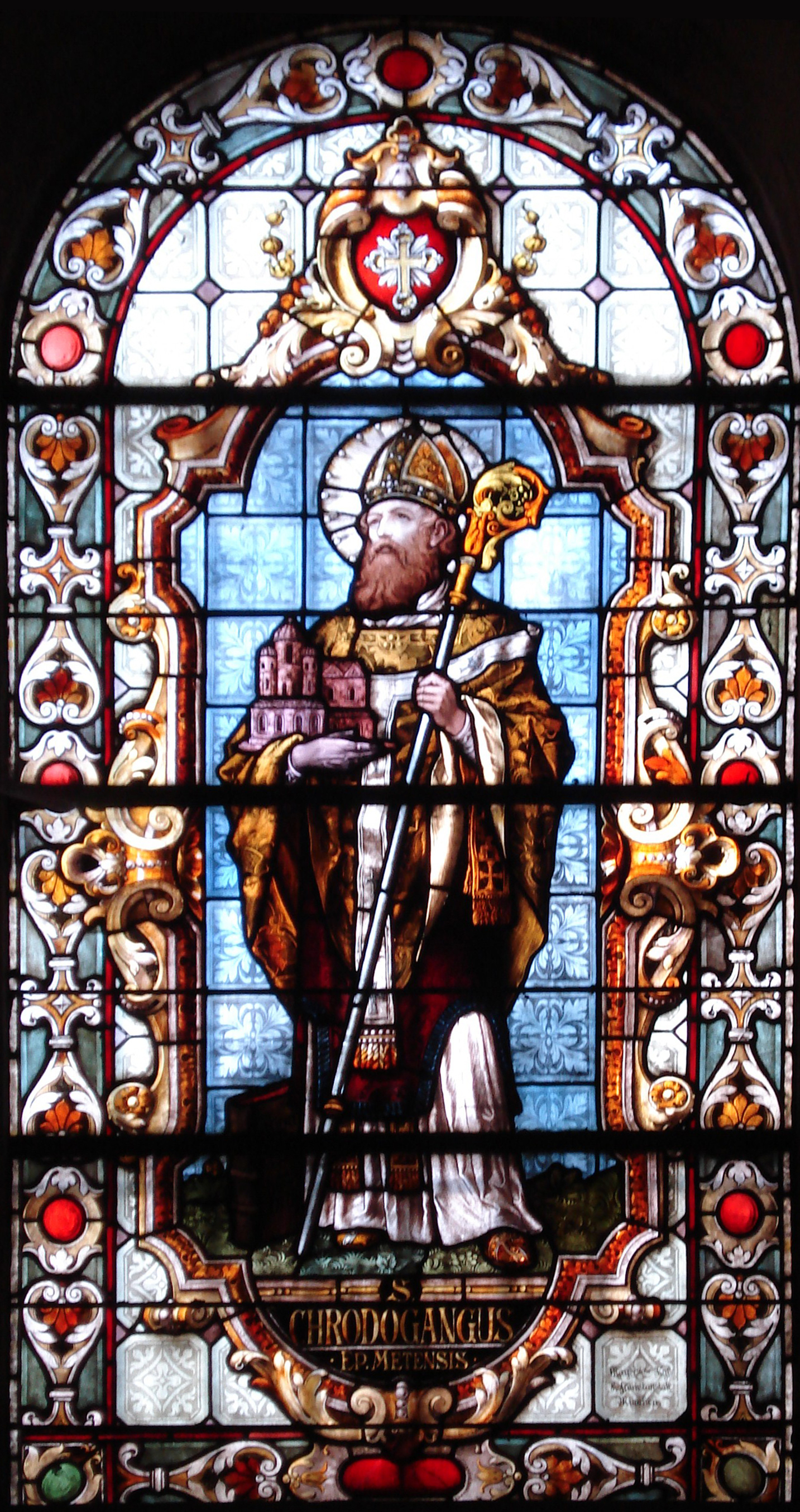
Chrodegang van Metz, stichter van de abdij

### Stichting en vroege ontwikkeling
De Abdij van Gorze werd in 749 gesticht door bisschop Chrodegang van Metz, die ook de Abdij van Lorsch stichtte, en die in 766 in de abdijkerk van Gorze begraven werd. Chrodegang verkreeg voor zijn nieuw gestichte klooster vanuit Rome de relieken van Sint-Gorgonius. De nieuwe gemeenschap volgde de regels van Gorgonius en maakte aanvankelijk een grote bloeiperiode door. In Gorze ontstond de chant messin, een vroege vorm van Gregoriaanse zang, als onderdeel van de liturgie. Bekend is ook dat er in deze periode al met Pasen passiespelen werden opgevoerd.
In de negende eeuw trad verval op. In deze periode was onder anderen Bivinus van Metz lekenabt.

### Hervormingsbeweging
De abdij speelde een vooraanstaande rol in de hervormingsbeweging van het kloosterwezen in de 10e eeuw, nadat dit door invallen van de Noormannen sterk was ontwricht. In 933 werden de gebouwen, die op dat moment in een vervallen toestand waren, door Adalbero I van Metz, bisschop van Metz, aan Jan van Gorze en Einald van Toul gegeven. Zij herstelden de abdij en voerden de regel van Sint-Benedictus in, waardoor de abdij opnieuw tot bloei kwam.
De Abdij van Gorze werd al snel een voorbeeld voor andere abdijen, eerst lokaal, zoals de Abdij van Sint-Maximin in Trier en de Abdij van Sint-Èvre in Toul, maar later door de bemiddeling van Wolfgang van Regensburg ook in verderaf gelegen regio's, zoals in Beieren. In tegenstelling tot de hervormingsbeweging van de Abdij van Cluny, die een centraal georganiseerde structuur voorzag, behielden de kloosters die zich bij Gorze aansloten hun volledige autonomie. Daardoor ontstond een netwerk van circa 200 zelfstandige kloosters en abdijen, zoals de Abdij van Lobbes, de Abdij van Corvey, de Keulse Abdij van Sint-Maarten, de Abdij van Fulda, de Abdij van Sankt Gallen, de Abdij van Einsiedeln en de Abdij Sankt Emmeram in Regensburg.
Zo'n twee eeuwen lang behoorde Gorze, gesteund door de Duitse koningen en de hoge adel en clerus, tot de toonaangevende abdijen in het Heilige Roomse Rijk. In 1096 deed Godfried van Bouillon alvorens op kruistocht te vertrekken een belangrijke schenking aan de Abdij van Gorze. De kloosterbibliotheek had een uitstekende reputatie en in de kloosterschool van Gorze werden talrijke bisschoppen opgeleid.

### Achteruitgang
Vanaf de 12e eeuw raakte Gorze haar leidende positie op spiritueel gebied kwijt. De abdij bleef wel materieel welvarend en ondernam de constructie van verschillende gebouwen, waaronder de Sint-Stevenskerk, de huidige parochiekerk van Gorze.
In de 14e eeuw verslapte de kloostertucht aanzienlijk. De abt Boudewijn van Fléville (1422-1445) deed pogingen om de kloosteregels te herstellen, in samenwerking met de kloosterhervormer Johannes van Rode, abt van de Sint-Matthiasabdij in Trier, die in 1423 naar Gorze kwam. In de 15e eeuw werd Gorze een koninklijke abdij, onder bescherming van de Franse koning. In 1479 en 1483 werd de abdij geplunderd en verwoest door de Bourgondiërs.

### Opheffing abdij
Tijdens de reformatie werd de abdij bezet door aanhangers van de reformator Guillaume Farel. De toenmalige abt van Gorze, kardinaal Jan van Lotharingen-Guise, een politiek zwaargewicht in Frankrijk, die tevens abt was van vijf andere abdijen en bisschop van liefst twaalf bisdommen, bleek niet in staat de abdij terug te vorderen. Dat lukte zijn opvolgers, zijn beide neven Nicolaas van Vaudémont (1543-48) en Karel van Lotharingen-Guise (1550-1574), evenmin. De laatste zette zich in voor opheffing van de abdij als geestelijk instituut, hetgeen in 1572 door paus Gregorius XIII werd toegestaan. Een poging tot herstel in 1580 mislukte. Met uitzondering van de parochiekerk werden alle abdijgebouwen gesloopt.
De titel 'abt van Gorze' bleef echter voortbestaan en bleef in handen van dezelfde familie: vanaf 1574 droeg Karel van Lotharingen, bisschop van Metz en Straatsburg, de titel. Karel V van Lotharingen werd al op 2-jarige leeftijd abt, maar opteerde later voor een militaire carrière. Onder Philips Eberhard van Löwenstein-Wertheim-Rochefort, tevens abt van Murbach-Lure, werd eind 17e eeuw in Gorze het nog bestaande paleis van de abt gebouwd, waaraan echter geen kloostergemeenschap verbonden was. De laatste abt was Joseph Doria-Pamphili (1783-1801), die tevens apostolisch nuntius van de paus was in Frankrijk.
De bezittingen van de voormalige abdij, de zogenaamde Terres de Gorze, bleven na de opheffing eveneens voortbestaan, aanvankelijk als een rijksvrijheid van het Heilige Roomse Rijk, later, vanaf ca. 1660 van het koninkrijk Frankrijk. Tot de Terre de Gorze behoorden onder andere Escherange en Varangéville.

## Lijst van abten van Gorze
- Chrodegang (749-769)
- Theomar (769-776)
- Optaire (786-796)
- Magulphe (802-815)
- Halduin (822-835)
- Drogo van Metz, bisschop Metz (848-855)
- Bivinus van Metz, ook Buvinus of Buin (855-863)
- Betton (863-868)
- Bovon (876-882)
- Lodovin I (884)
- Herigaud (885-888)
- Lodovin II (890-895)
- Rudolf (899)
- Robert I van Metz, bisschop van Metz (910)
- Wigerich, bisschop van Metz (912-923)
- Adelbert (923-933)
- Einold (933-968)
- Johannes van Gorze (968-975)
- Odolbert (975-984)
- Immo van Gorze (984-1008)
- Willem van Volpiano (1008-1031)
- Sigefroy (1031-1055)
- Heinrich (1055-1093)

- Werner (1093-1109)
- Dietwin of Theodwin (1118-1132)
- Vigéric (1136-1143)
- Isembaud (1147-1159)
- Albert (1160-1171)
- Pierre (1171-1202)
- Ratramme
- Godefroy
- Walter (1210-1212)
- Olivier (1219-1230)
- Brunaud (1230-1240)
- Simon (1240-1270)
- Jean de Briey (1270-1296)
- Pierre de Boiffremont (1297-1300)
- Vautier Dyveux (1304-1310)
- Adam (1311-1320)
- Thiébault I (1323-1339)
- Jean Dalphin (1348)
- Nicolas de Prény (1352)
- Hugues de Fénétrange (1359-1375)
- Nicolas de la Petite Pierre (1375-1380)
- Jean de Heis, of de Heu (1380-1387)

- Théton of Léton (1387)
- Ferry de Lénoncourt (1388-1416)
- Raimond (1416)
- Jacques de Laval (1419)
- Thiébault II (1420-1422)
- Baudoin de Fléville (1422-1445)
- Jacques Wisse de Gerbéviller (1445-1466)
- Jean Geoffroy (1467-1473)
- Julius della Rovere, later paus Julius II (1473-1486)
- Vary de Dommartin (1487-1508)
- Jan van Lotharingen-Guise (1508-1550)
- Nicolaas van Vaudémont (1543-1548)
- Karel van Lotharingen-Guise (1550-1574)
- Karel van Lotharingen-Vaudémont (1574-1603)
- Karel de Remoncourt (1603-1648)
- Karel V van Lotharingen (1648-1661)
- Frans Egon van Fürstenberg (1650-1668)
- Wilhelm Egon van Fürstenberg (1668-1688)
- Philipp Eberhard van Löwenstein-Wertheim-Rochefort (1688-1720)
- Armand Jules de Rohan-Guémené (1722-1762)
- Bernardin Giraud (1771-1781)
- Joseph Doria-Pamphili (1783-1801)

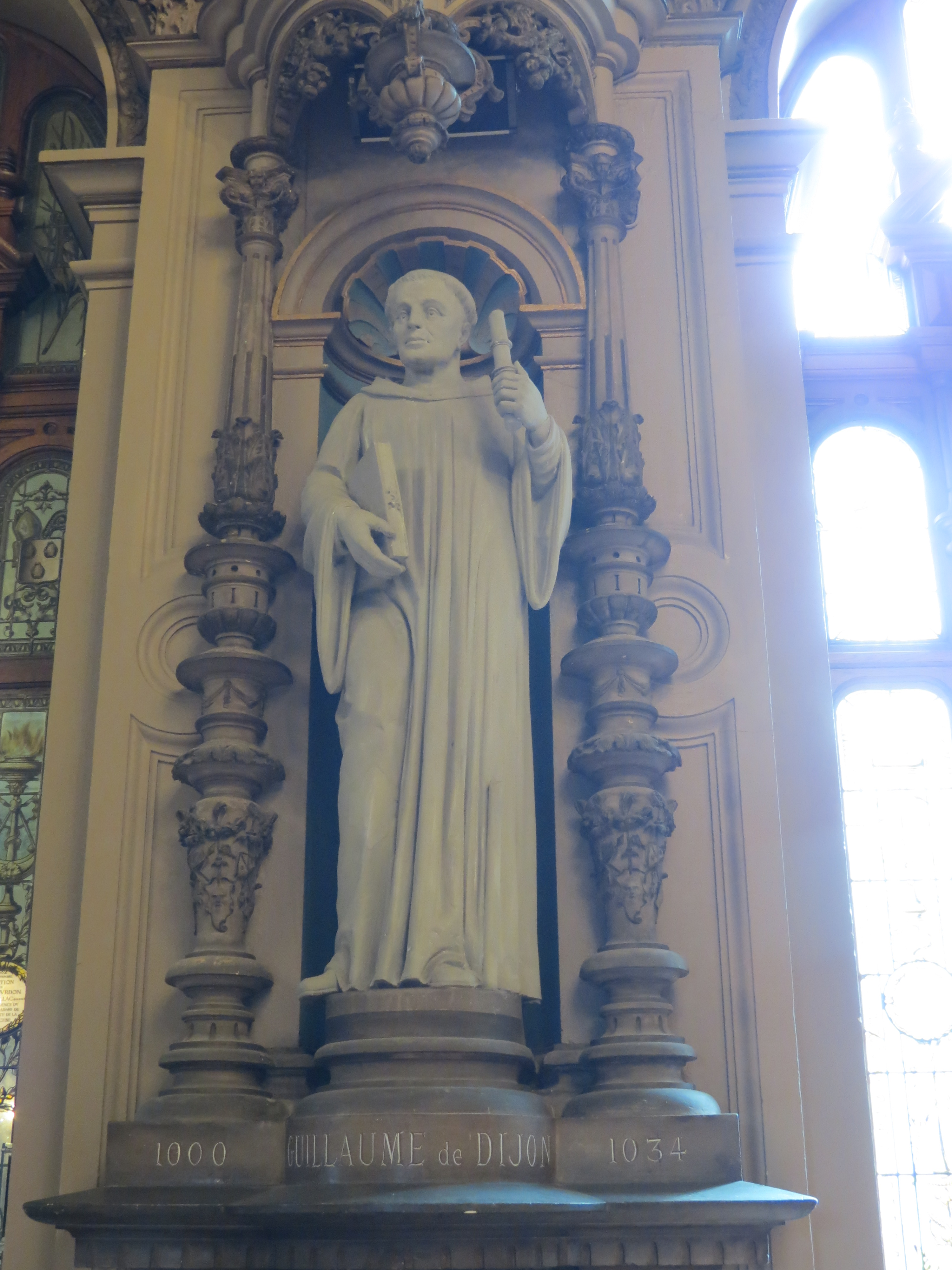
Willem van Volpiano (1008-1031)
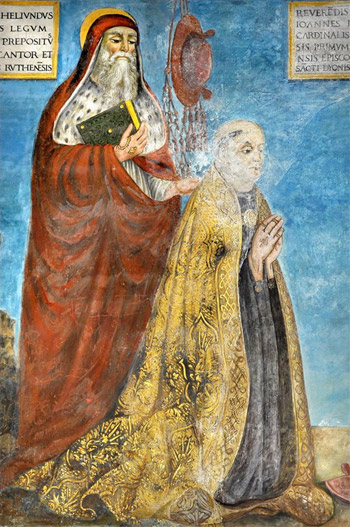
Jean Geoffroy (1467-1473)
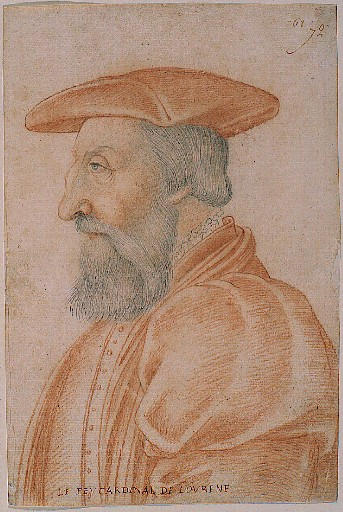
Jan van Lotharingen-Guise (1508-1550)
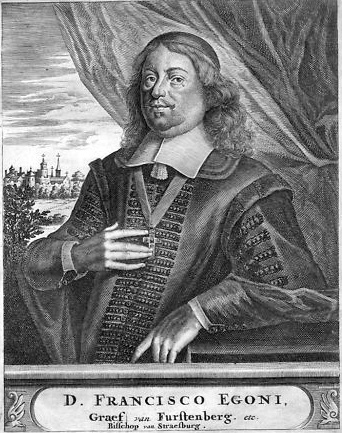
Frans Egon van Fürstenberg (1650-1668)

## Beschrijving gebouwen

### Sint-Stevenskerk
De Sint-Stevenskerk werd in het eerste kwart van de 13e eeuw gebouwd als abdijkerk van het klooster van Gorze en geldt als het oudste gotische bouwwerk in de regio Lotharingen.

### Paleis van de abt
In de jaren 1690 liet de vorst-abt Philips Eberhard van Löwenstein-Wertheim-Rochefort een prachtvol paleis oprichten, dat in aangepaste vorm nog steeds bestaat. Het gebouw werd na de Franse Revolutie door de staat geconfisqueerd, verkocht en gebruikt voor diverse (militaire) doeleinden. In een deel van het complex kwam een armenwerkhuis; momenteel is er nog steeds een verzorgingshuis in het gebouw gevestigd. In een ander deel bevindt zich een museum. Het paleis is gerestaureerd en ook de tuinen zijn hersteld, met onder andere een barok nymphaeum.
Sinds 1886 zijn de overblijfselen van de abdij van Gorze door het Franse Ministerie van Cultuur aangewezen als monument historique.

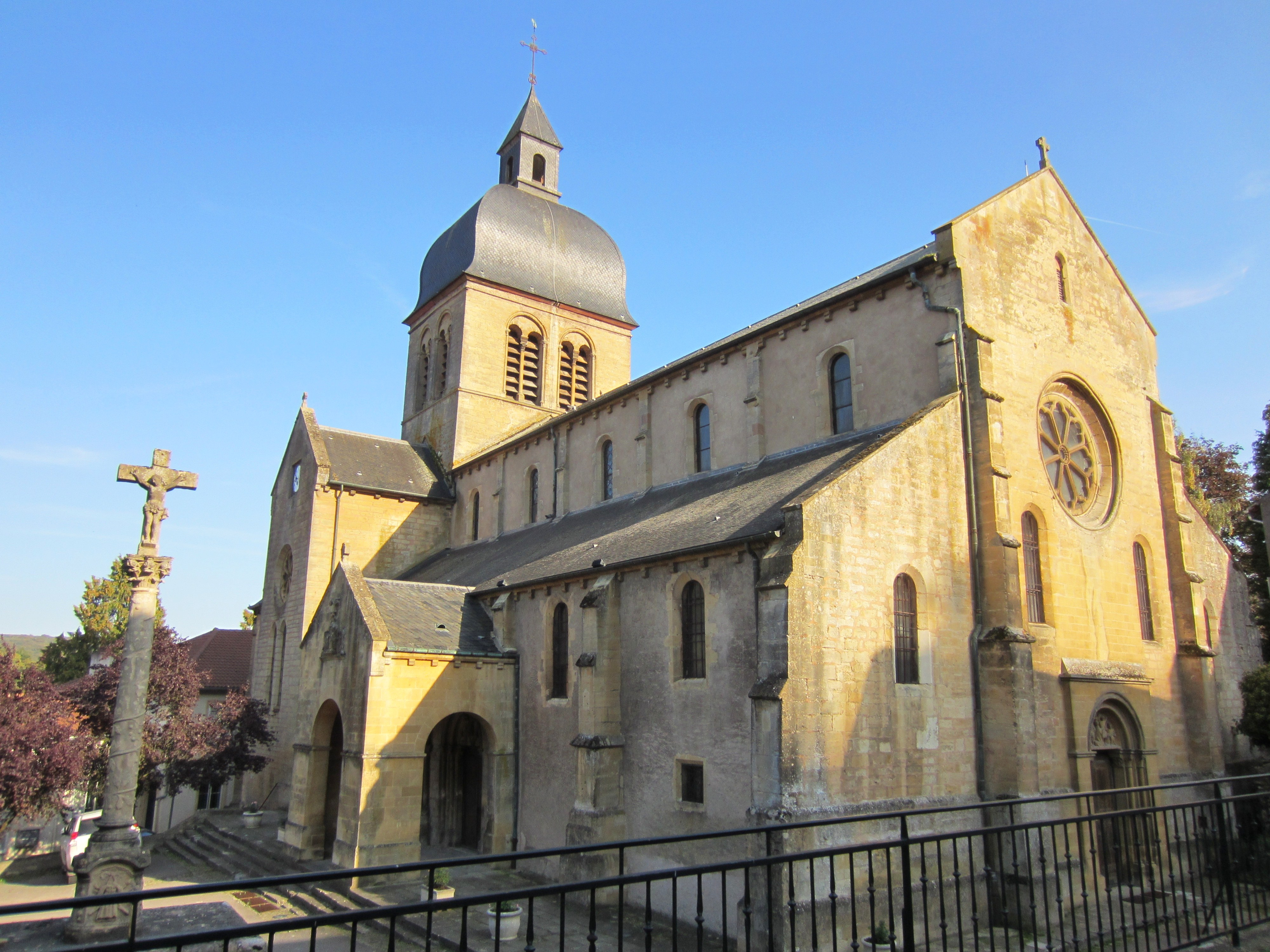
Sint-Stevenskerk
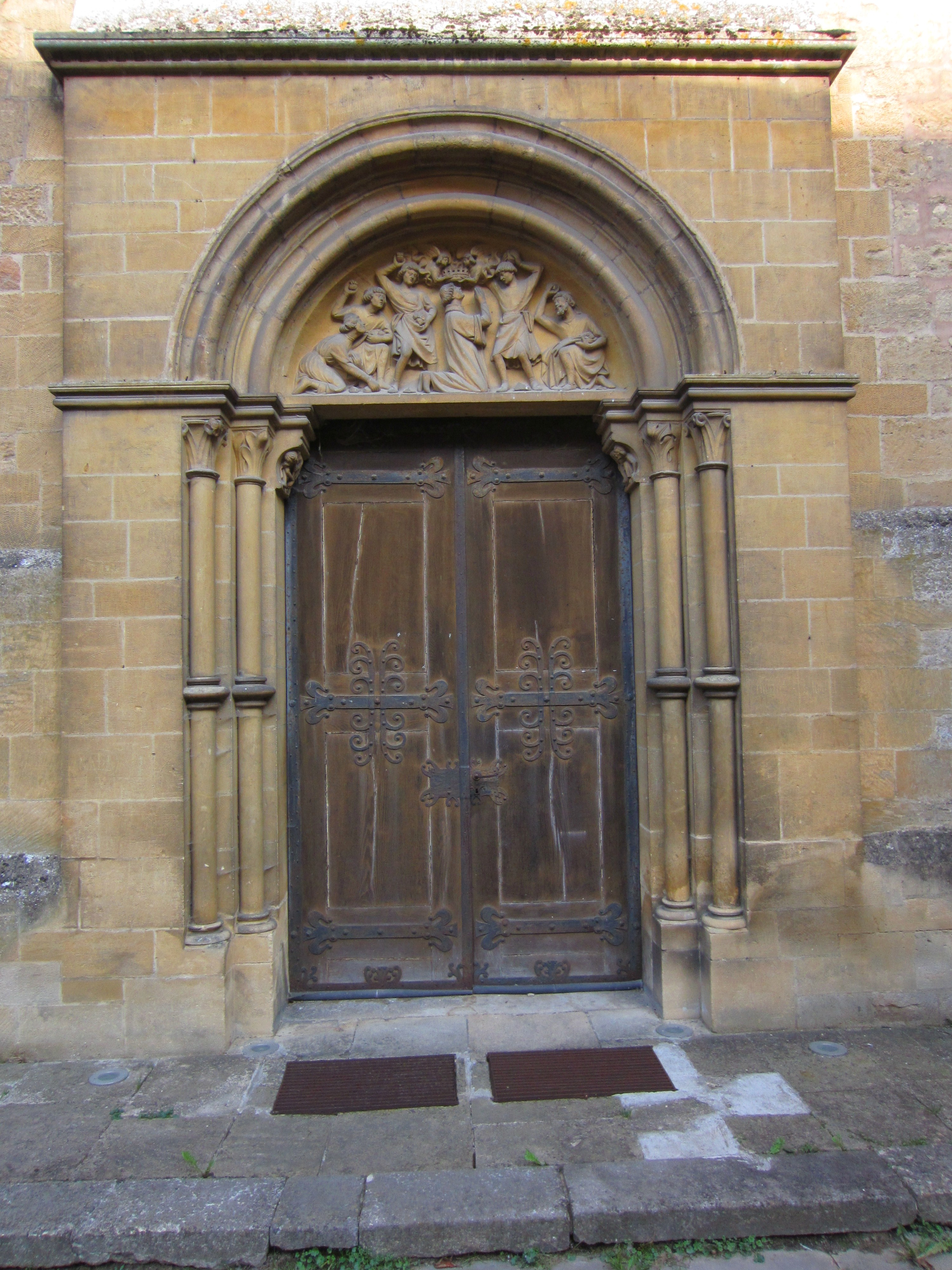
Kerkportaal
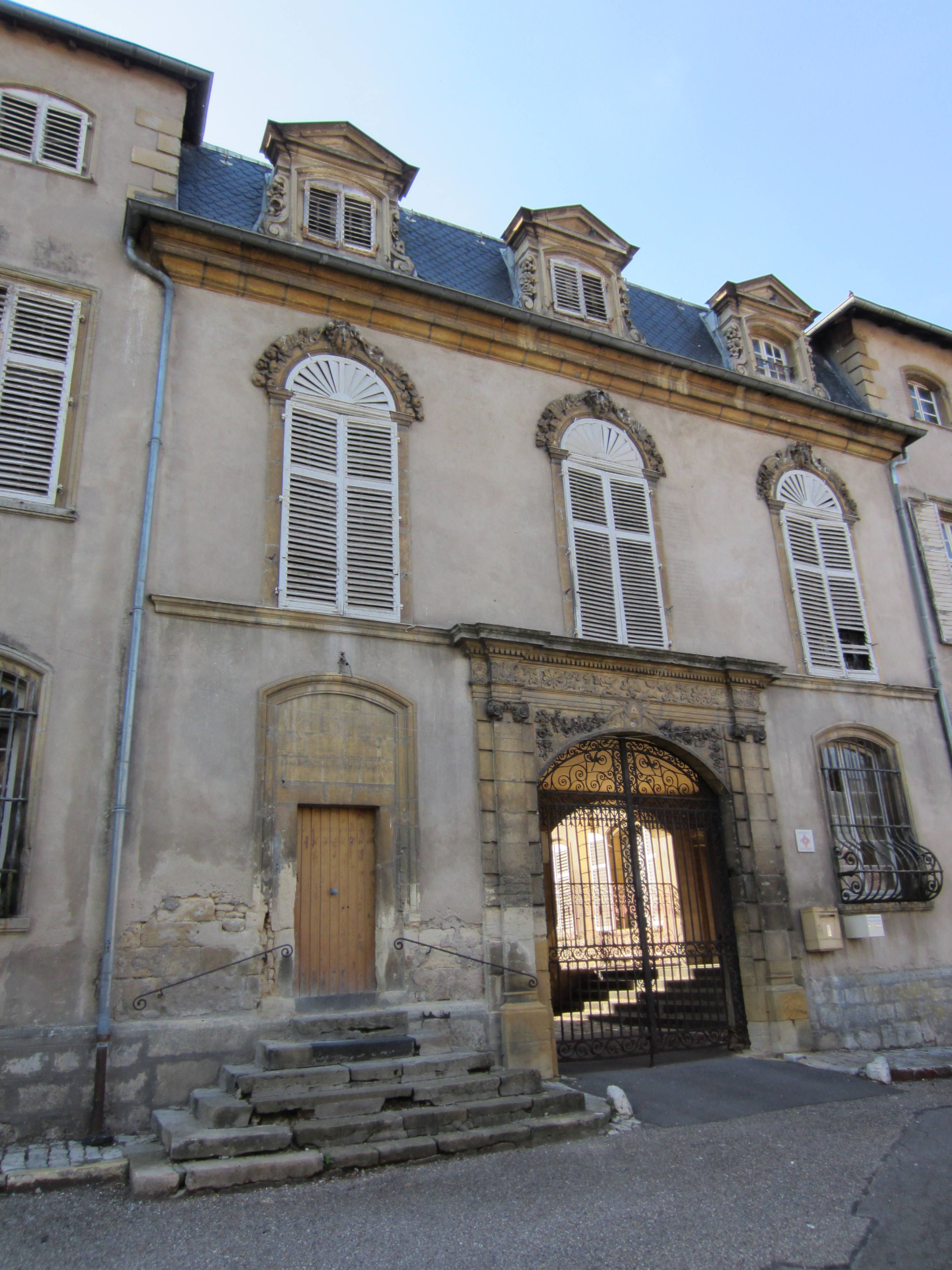
Paleis van de abt
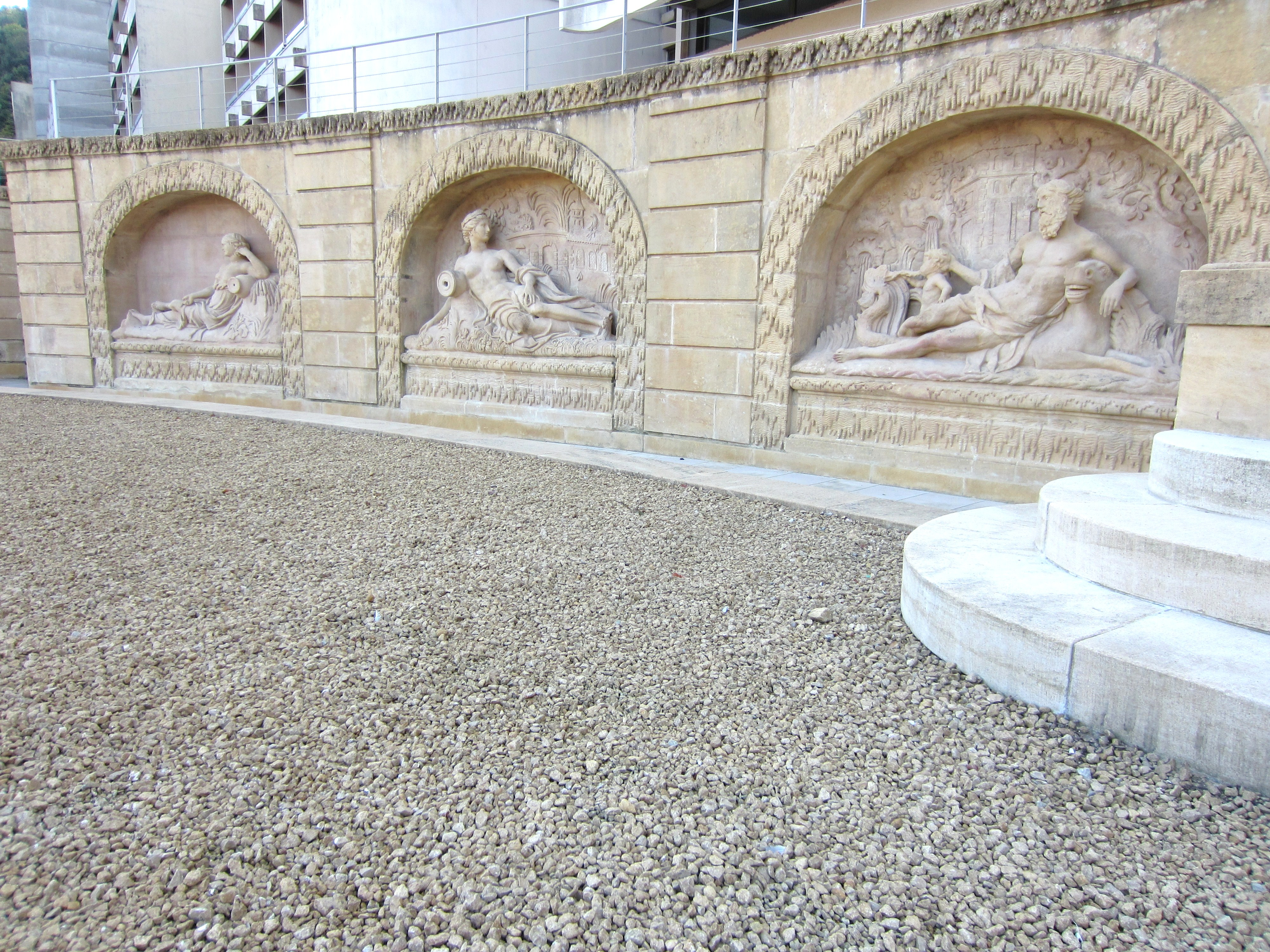
Nymphaeum